# Prunella montanella

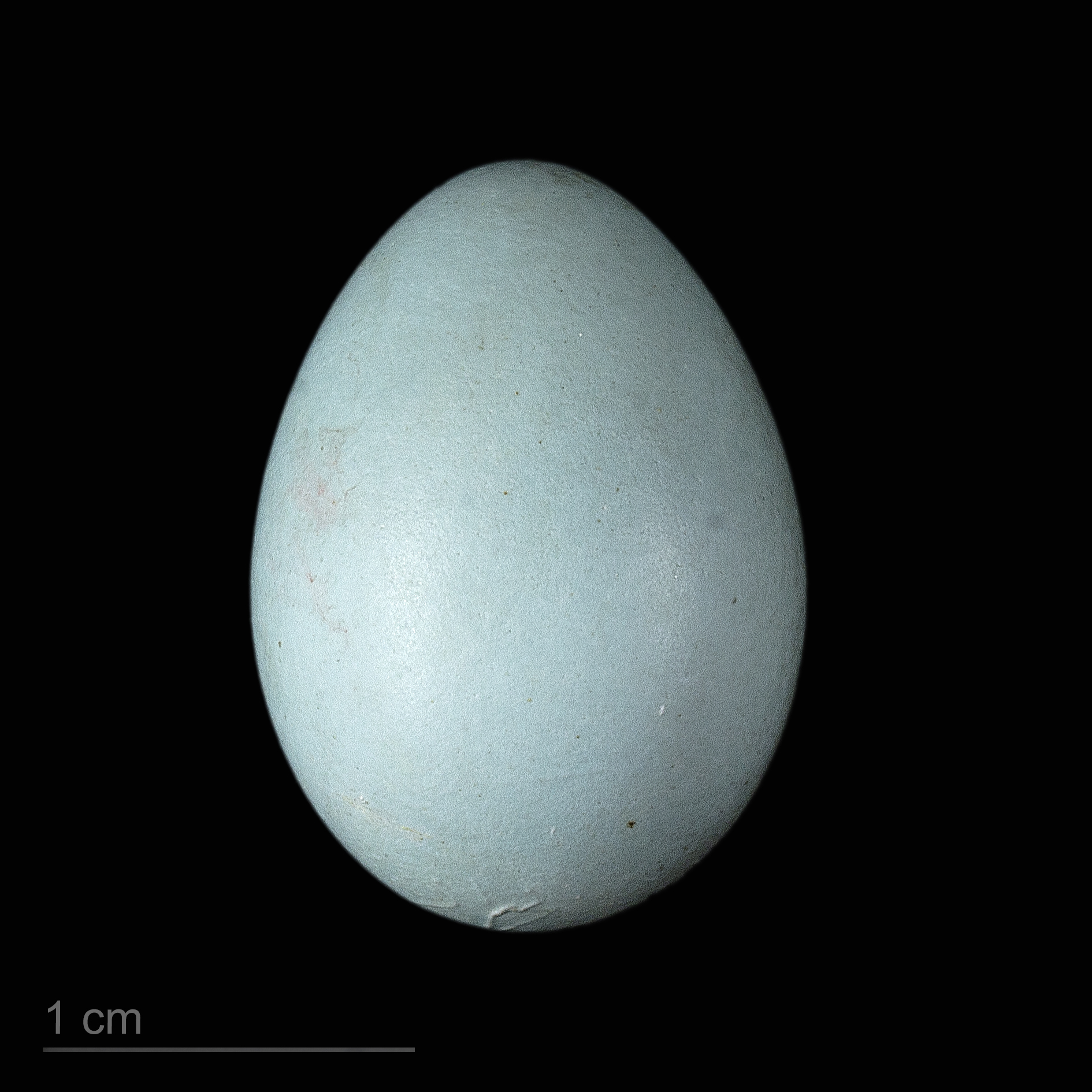
Prunella montanella - MHNT

Prunella montanella é uma espécie de ave da família Prunellidae. Se reproduz no norte da Rússia a partir das montanhas Urais, a leste, através da Sibéria. É migratório, invernando na Coréia e no leste da China, com ocorrências raras na Europa Ocidental e no noroeste da América do Norte.